# Takin' Over the Asylum
Takin' Over the Asylum es una miniserie dramática de televisión británica emitida originalmente en 1994 por la cadena BBC Two. Fue creada por Donna Franceschild y dirigida por David Blair. La serie ganó popularidad por su tratamiento humano y sensible de los problemas de salud mental, así como por las actuaciones de su elenco principal.
La serie sigue a Eddie McKenna, un vendedor de ventanas y DJ aficionado, que comienza a trabajar como locutor voluntario en una emisora de radio interna en un hospital psiquiátrico en Glasgow. A medida que Eddie se involucra con los pacientes que colaboran en el proyecto, se exploran sus vidas, talentos y luchas personales. La radio se convierte en un espacio de expresión, comunidad y dignidad para quienes viven con enfermedades mentales.

## Elenco
- Ken Stott como Eddie McKenna
- David Tennant como Campbell Bain
- Angus Macfadyen como Fergus MacKinnon
- Ruth McCabe como Rosalie Gerrity
- Katy Murphy como Francine Boyle

## Episodios
Cada uno de los episodios lleva el nombre de una canción popular; tres de ellas, de los Beatles.
1. Hey Jude
2. Fly Like an Eagle
3. You Always Hurt the One You Love
4. Fool on the Hill
5. Rainy Night in Georgia
6. Let It Be

## Recepción
A pesar de la escasa promoción inicial y de ser emitida en un horario competitivo, la audiencia creció cada semana. La serie recibió críticas positivas tanto del público como de la crítica, elogiada por su enfoque compasivo y alejado de los estereotipos comunes en la representación de la enfermedad mental en los medios, y llegando a recibir numerosas cartas de espectadores con experiencias en salud mental que agradecían el tratamiento humano del tema. 
La serie se convirtió en un fenómeno de culto y fue galardonada con un BAFTA a la Mejor Serie Dramática en 1995. También ayudó a lanzar la carrera de David Tennant, quien más tarde alcanzaría fama internacional como el décimo Doctor Who, entre otros.
No obstante, la serie no fue reemitida en BBC1 como se esperaba, y su visibilidad disminuyó con el tiempo. Fue redescubierta en plataformas como YouTube en 2006 gracias a fans que subieron los episodios de forma no oficial. Este renovado interés motivó su edición en DVD en 2008.

## Significado del título
El título de la serie, Takin' Over the Asylum, es una forma coloquial de la expresión inglesa "the lunatics are taking over the asylum" (“los locos están tomando el manicomio”), una frase idiomática que se utiliza para describir situaciones en las que las personas marginadas, consideradas inadecuadas o sin poder, toman el control de una institución o sistema.
En sentido literal, Takin' Over the Asylum podría traducirse al castellano como "Tomando el control del manicomio" o "Tomando el mando del manicomio". Sin embargo, el título también tiene una carga simbólica que refleja el espíritu de la serie: una reapropiación del espacio por parte de los pacientes psiquiátricos, a través de la emisora de radio, como acto de autoexpresión y autonomía.

## Banda sonora
La serie incluye una selección de canciones clásicas del pop y rock, principalmente de las décadas de 1960 y 1970, que forman parte central de la ambientación. Muchas de estas canciones son utilizadas dentro de la narrativa a través de la emisora de radio del hospital psiquiátrico, donde los personajes las emiten o comentan como parte de su programación. Estas piezas musicales no solo contribuyen a contextualizar temporalmente la serie, sino que acompañan el desarrollo emocional de los personajes y reflejan algunos de los temas centrales de la trama.
La serie ha mantenido una base de seguidores a lo largo del tiempo, lo que ha dado lugar a diversas expresiones de cultura de fans, entre ellas la creación de listas de reproducción no oficiales en plataformas como YouTube o Spotify, que recopilan las canciones utilizadas en los episodios.

## Contexto social y cultural
Takin' Over the Asylum fue concebida en un contexto mediático poco receptivo al tratamiento respetuoso de la salud mental. A comienzos de los 90, los medios británicos aún recurrían con frecuencia a representaciones estigmatizantes de las personas con enfermedades mentales. La idea nació a partir de un personaje secundario de una obra anterior de Donna Franceschild, la guionista de la serie. Con el apoyo del productor David Blair y de BBC Scotland, el proyecto fue aprobado sin prever el riesgo que implicaba abordar un tema tabú. Durante el rodaje, se trabajó en una antigua ala del hospital Gartloch de Glasgow. Algunos de los extras eran expacientes, lo que aportó autenticidad al entorno y ayudó a representar con sensibilidad la vida en una institución psiquiátrica.
Además, la serie Takin' Over the Asylum es coetánea al movimiento social del Orgullo Loco (en inglés: Mad Pride), que surgió en el Reino Unido en los años 90 como respuesta al estigma y la discriminación hacia las personas con sufrimiento psíquico. La mítica frase pronunciada reiteradamente por el personaje Campbell Bain, "We are loonies and we are proud" ("Estamos locos y orgullosos"), refleja este espíritu de empoderamiento y reapropiación, transformando un término históricamente peyorativo en un símbolo de identidad colectiva y reivindicación social.
Este enfoque está en consonancia con la lucha por la visibilidad y los derechos de las personas con trastornos psiquiátricos, un tema central en la serie. Franceschild subrayó esta dimensión política y simbólica al pronunciar la misma frase durante su breve discurso de aceptación del Premio BAFTA a la Mejor serie dramática en 1995.
A pesar de las dificultades propias de producir un drama social de estas características, la serie se adelantó a un cambio en la representación de la salud mental en una televisión aún dominada por enfoques sensacionalistas. Se convirtió en un ejemplo de narrativa centrada en personas marginadas, tratadas con humanidad y humor, dentro de un medio históricamente adverso a este tipo de representaciones.